# إنريكو كولانتوني
إنريكو كولانتوني (بالإنجليزية: Enrico Colantoni) مواليد 14 فبراير، 1963، مُمثل كندي، أشتهر بأداءه دور كيث سميث في مسلسل فيرونيكا مارس الذي عرض على قناة "UPN\CW" في عام 2004.

## حياته الشخصية

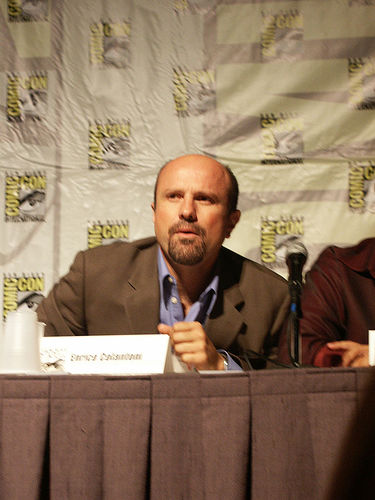
إنريكو كولانتوني

ولد كولانتوني في تورنتو، أونتاريو، كندا، من أصول إيطالية. إرتاد كولانتوني جامعة تورنتو، وإختص في علم النفس، ثم إنتقل بعدها إلى نيويورك وتخرج من جامعة ييل.

## سيرته الفنية

### أعمال سينمائية
- فيرونيكا مارس (فيلم، 2014)

### أعمال تلفزيونية
- فيرونيكا مارس (2004-07)
- بونز (2010)

## وصلات خارجية
- إنريكو كولانتوني على موقع IMDb (الإنجليزية)
- إنريكو كولانتوني على موقع ألو سيني (الفرنسية)
- إنريكو كولانتوني على موقع أول موفي (الإنجليزية)
- إنريكو كولانتوني على موقع قاعدة بيانات الأفلام السويدية (السويدية)
- إنريكو كولانتوني على موقع إن إن دي بي (الإنجليزية)
- إنريكو كولانتوني على موقع قاعدة بيانات الفيلم (الإنجليزية)
- إنريكو كولانتوني على موقع كينوبويسك (الروسية)